# Slobidka-Rahnivska, Dunaiivți
Slobidka-Rahnivska (în ucraineană Слобідка-Рахнівська) este un sat în comuna Makiv din raionul Dunaiivți, regiunea Hmelnîțkîi, Ucraina.

## Demografie
Componența lingvistică a localității Slobidka-Rahnivska
     Ucraineană (98,99%)
     Alte limbi (0,84%)
Conform recensământului din 2001, majoritatea populației localității Slobidka-Rahnivska era vorbitoare de ucraineană (98,99%), existând în minoritate și vorbitori de alte limbi.